# Льюис, Гарольд Харвел
Гарольд Харвел Льюис (англ. Harold Harwell Lewis, 13 января 1901, Кейп-Джирардо, Миссури — 24 января 1985, Чаффи, Миссури) — американский поэт-коммунист.

## Биография
Родился в фермерской семье. После окончания школы работал на почте в Чикаго, после этого жил в Сент-Луисе, Новом Орлеане и Лос-Анжелесе, работая чернорабочим, затем вернулся на родительскую ферму. В 1930 году был издан первый сборник его стихов под названием Red Renaissance.
Постепенно благодаря публикациям в журналах его творчество стало достаточно известным среди читателей левой политической ориентации. Льюис днем занимался сельским хозяйством, а по вечерам писал стихи и очерки, в том числе о жизни индейцев и чернокожих. Его творчество переводили на немецкий, японский, французский и русский языки; оно было замечено в СССР, где его восхваляли как «пролетарского поэта».
Во время Второй мировой войны он заподозрил знакомого ему писателя-коммуниста японского происхождения Сачо Оку (Sachio Oka) в том, что тот является японским агентом, и писал на него доносы в ФБР.